# Phyllocycla viridipleuris
Phyllocycla viridipleuris là loài chuồn chuồn trong họ Gomphidae. Loài này được Calvert mô tả khoa học đầu tiên năm 1909.